# (92) Undina
(92) Undina – planetoida z pasa głównego planetoid okrążająca Słońce w ciągu 5 lat i 252 dni w średniej odległości 3,19 j.a. Została odkryta 7 lipca 1867 roku przez Christiana Petersa w Clinton położonym w hrabstwie Oneida w stanie Nowy Jork. Nazwa planetoidy pochodzi od Ondyn, nimf morskich w mitologii nordyckiej.